# Sankanje na Zimskih olimpijskih igrah 2006
Tekmovanja v sankanju na XX. zimskih olimpijskih igrah so potekala na prizoriščih v Cesani Pariol. Podeljeni so bili trije kompleti medalj.

## Medalje
| Mesto | Država     | Zlato | Srebro | Bron | Skupaj |
| ----- | ---------- | ----- | ------ | ---- | ------ |
| 1.    | Nemčija    | 1     | 2      | 1    | 4      |
| 2.    | Italija    | 1     | 0      | 1    | 2      |
| 3.    | Avstralija | 1     | 0      | 0    | 1      |
| 4.    | Rusija     | 0     | 1      | 0    | 1      |
| 5.    | Latvija    | 0     | 0      | 1    | 1      |

## Moški

### Enosed
Moški enosed je trajal dva dni, prva dva teka sta potekala 11. februarja in druga dva 12. februarja. Domen Pociecha je dosegel uspeh kariere, s časi 53.141, 53.073, 53.039 in 53.072 je na koncu, z zaostankom +6.237 s, dosegel 26. mesto.
| Medalje | Tekmovalec            | Čas      |
| Zlato   | Armin Zoeggeler (ITA) | 3:26.088 |
| Srebro  | Albert Demčenko (RUS) | 3:26.198 |
| Bron    | Martins Rubenis (LAT) | 3:26.445 |
| ...     |                       |          |
| 26.     | Domen Pociecha (SLO)  | 3:32.325 |

### Dvosed
Prvi in drugi tek v dvosedu je potekal 15. februarja.
| Medalja | Tekmovalca                                         | Čas      |
| Zlato   | Andreas Linger in Wolfgang Linger (AVT)            | 1:34.497 |
| Srebro  | André Florschütz in Wustlich (NEM)                 | 1:34.807 |
| Bron    | Gerhard Plankensteiner in Oswald Haselrieder (ITA) | 1:34.930 |

## Ženske

### Enosed
Ženski enosed je potekal 13. in 14. februarja. Nemke so slavile trojno zmago, po težkem enosedu, ki se je končal s petimi nesrečami.
| Medalja | Tekmovalka            | Čas      |
| Zlato   | Silke Otto (NEM)      | 3:07.979 |
| Srebro  | Silke Kraushaar (NEM) | 3:08.115 |
| Bron    | Tatjana Hüfner (NEM)  | 3:08.460 |